# Sparisoma
Genre
Sparisoma est un genre de poissons marins tropicaux de la famille des Scaridae (« poissons-perroquets »), qui fait partie du vaste sous-ordre des Labroidei.
Ce genre est limité à l'océan Atlantique tropical, sauf pour l'espèce Sparisoma cretense qui peut se retrouver dans les parties les plus chaudes de la Méditerranée. 

## Liste des espèces
Selon World Register of Marine Species (7 mai 2014) :
- Sparisoma amplum (Ranzani, 1841) -- Brésil
- Sparisoma atomarium (Poey, 1861) -- Golfe du Mexique
- Sparisoma aurofrenatum (Valenciennes, 1840) -- Golfe du Mexique
- Sparisoma axillare (Steindachner, 1878) -- Brésil
- Sparisoma choati Rocha, Brito & Robertson, 2012 -- Afrique de l'Ouest
- Sparisoma chrysopterum (Bloch & Schneider, 1801) -- Golfe du Mexique
- Sparisoma cretense (Linnaeus, 1758) -- Atlantique est et Méditerranée méridionale
- Sparisoma frondosum (Agassiz, 1831) -- Brésil et îles centrales de l'Atlantique
- Sparisoma griseorubrum Cervigón, 1982 -- Caraïbes
- Sparisoma radians (Valenciennes, 1840) -- Atlantique ouest
- Sparisoma rocha Pinheiro, Gasparini & Sazima, 2010 -- Atlantique sud-ouest
- Sparisoma rubripinne (Valenciennes, 1840) -- Atlantique ouest
- Sparisoma strigatum (Günther, 1862) -- Sainte-Hélène, Ascension et Tristan da Cunha
- Sparisoma tuiupiranga Gasparini, Joyeux & Floeter, 2003 -- Brésil
- Sparisoma viride (Bonnaterre, 1788) -- Atlantique ouest

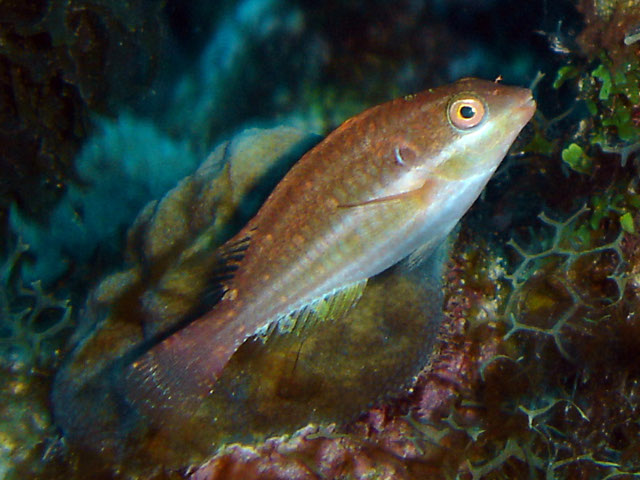
Sparisoma atomarium
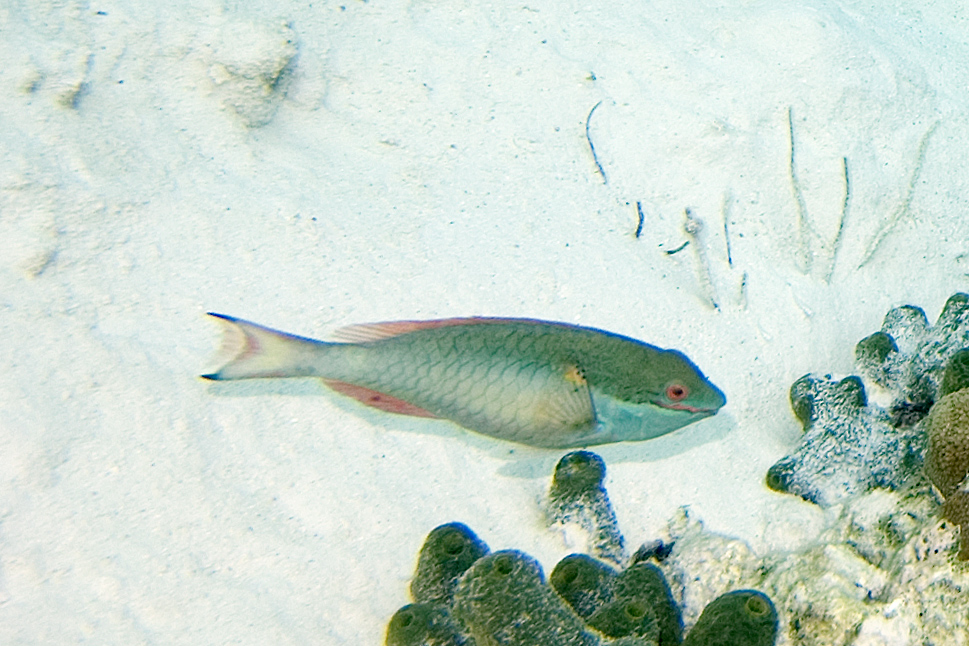
Sparisoma aurofrenatum
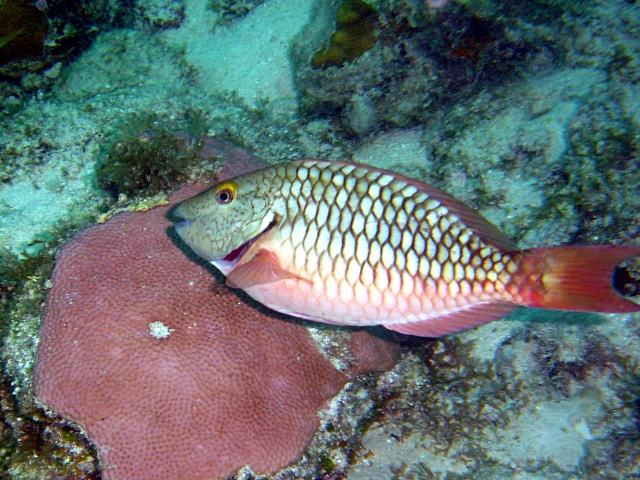
Sparisoma chrysopterum
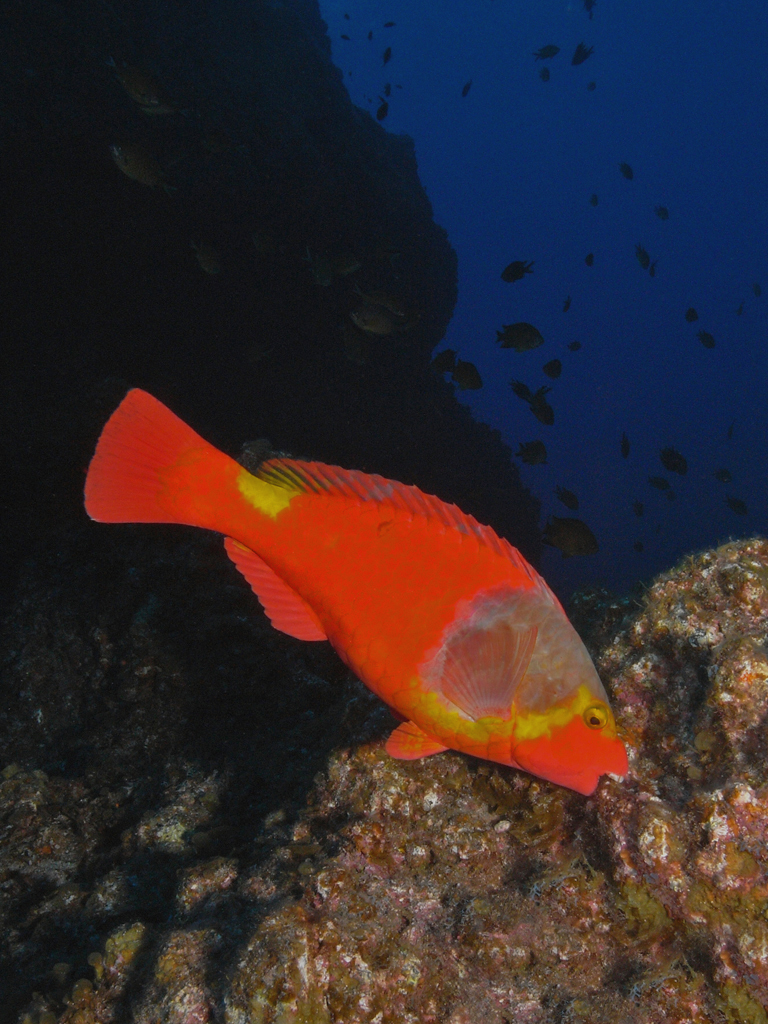
Sparisoma cretense

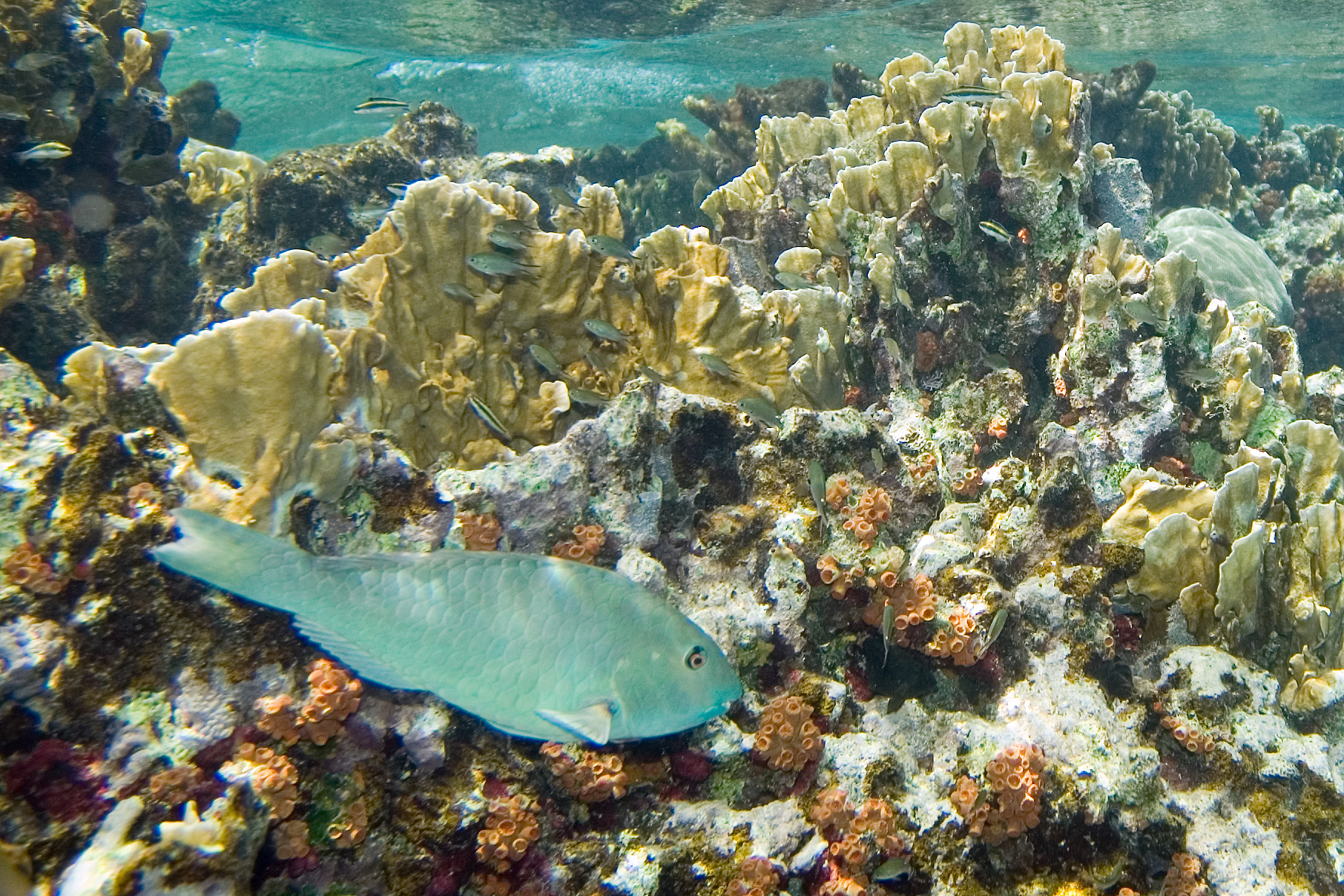
Sparisoma rubripinne
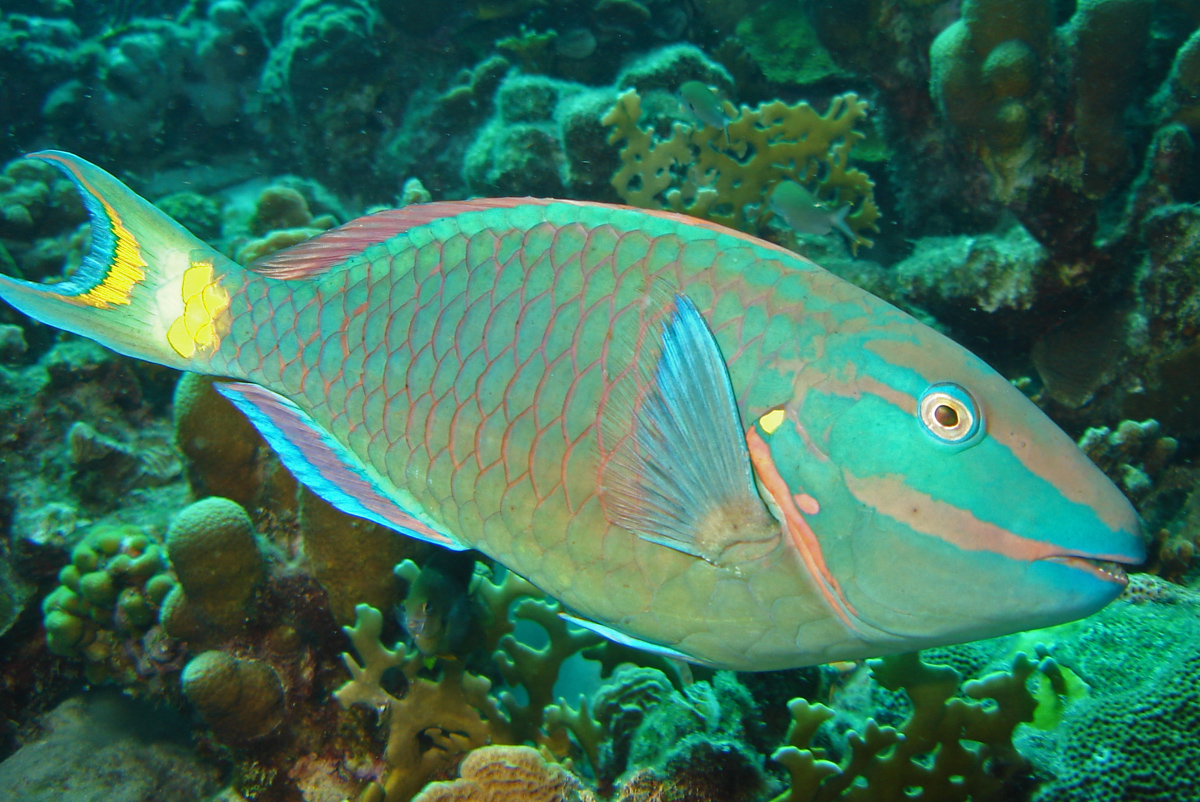
Sparisoma viride